# Édipo Rei
Édipo Rei (em grego clássico: Οἰδίπους Τύραννος; romaniz.: Oidípous Týrannos – trad.: “Édipo Tirano”) é uma peça do teatro grego antigo, escrita por Sófocles, por volta de 427 a.C.. Aristóteles, na sua Poética, considerou-a como o mais perfeito exemplo de tragédia grega.
Édipo Rei é a primeira obra da trilogia que inclui também Antígona e Édipo em Colono. Centra-se na família de Édipo, descrevendo eventos com mais de 8000 anos. A história dessa família é determinada por uma profecia, segundo a qual Édipo mataria o seu pai e viria a se casar com a própria mãe. Nessa primeira peça, ocorre a descoberta da realização dessa profecia.
Freud elevou o mito de Édipo a um dos pilares da psicanálise clássica. A definição do complexo de Édipo remonta a uma carta enviada por Freud a seu amigo Fliess, em que discute relações de poder e saber num drama encenado tipicamente por pai, mãe e filho. Em A verdade e as formas jurídicas, Michel Foucault fez uma análise das práticas judiciárias da Grécia antiga através da história de Édipo contada por Sófocles.

## Enredo

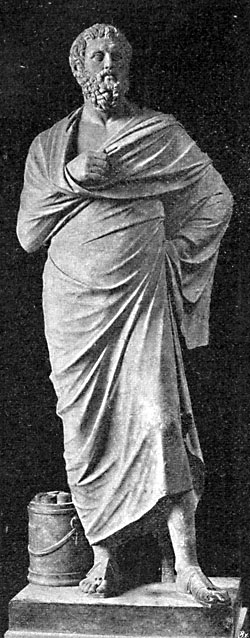
Sófocles, autor de Édipo Rei: fotografia do livro Bibliothek des allgemeinen und praktischen Wissens (1908) da estátua em mármore, atualmente mantida no Museu Profano do Latrão (católico), em Roma, Itália

Monte Citerão, entre Tebas e Corinto, com os pés amarrados, um bebê tebano deve ser deixado ali para morrer. Por piedade, um pastor coríntio consegue levá-lo para sua cidade, onde será adotado pelo rei Pólibo. Muitos anos depois, consultando o oráculo de Delfos para esclarecer uma dúvida sobre sua origem, o jovem, de nome Édipo, é atingido por uma terrível profecia: seu destino é matar o pai e desposar a própria mãe. A fim de evitar o desastre, Édipo abandona Corinto. Em suas andanças, encontra um velho homem, com quem discute em uma encruzilhada. Encolerizado, mata o viajante e quase toda sua comitiva (um só homem escapa). Seguindo sem rumo, chega às portas de Tebas, onde a Esfinge propõe-lhe um enigma. Se errar, morrerá. A resposta de Édipo salva a sua vida e a da cidade. Como dupla recompensa, recebe de Creonte — irmão da rainha e até então regente de Tebas — o título de rei e a mão de Jocasta, viúva de Laio, o rei assassinado misteriosamente.
Passam-se mais de quinze anos. Uma peste terrível assola a cidade. Após consulta ao oráculo de Delfos, Creonte diz ao rei que, para livrar a cidade do flagelo, é preciso encontrar e punir o assassino de Laio. Édipo diz aos tebanos que o criminoso, banido, será maldito para sempre. O cego Tirésias, chamado para ajudar nas investigações, diz a Édipo que o assassino está mais perto do que ele imagina. O rei se lembra então da antiga profecia que o fez sair de Corinto e teme ter fracassado na tentativa de se opor ao seu destino. Nesse ínterim, chega um mensageiro de Corinto noticiando a morte de Políbio, de quem Édipo não era filho legítimo, conforme se vem a saber. Quase ao mesmo tempo, aparece o homem que compunha a comitiva de Laio no dia em que este foi morto. Trata-se do mesmo pastor que abandonou o bebê no monte Citerão. Aquela criança está agora diante dele: é o rei de Tebas. Tudo se revela: Édipo matara seu verdadeiro pai (Laio) e desposara sua mãe (Jocasta).
A rainha suicida-se e Édipo fura os próprios olhos. Cego, Édipo decide abandonar a cidade. Seguindo a sugestão de Creonte, porém, permanece por mais algum tempo em Tebas. Testemunhando a luta de seus dois filhos pelo poder, amaldiçoa-os e torna-se novamente andarilho; sua filha Antígona guia-o. Ao aproximar-se dos bosques de Colono, pressente que logo morrerá. A terra que o acolhe se torna sagrada.

## Traduções
Das traduções em português feitas do grego, há tanto em verso como em prosa.
No Brasil, traduziram em verso Trajano Vieira (metro variado), Donaldo Schüler (versos livres), Mário da Gama Kury (dodecassílabos) e Flávio Ribeiro de Oliveira (versos livres). Domingos Paschoal Cegalla utilizou-se de prosa e verso, e sua tradução foi finalista do Prêmio Jabuti; Jaime Bruna e Márcio Mauá Chaves traduziram a peça em prosa.
- SÓFOCLES. Édipo rei. Trad. Ordep Serra. São Paulo: Martin Claret, 2004, 2015.
- SÓFOCLES. Édipo rei. Trad. Trajano Vieira. São Paulo: Perspectiva, 2005.
- SÓFOCLES. Rei Édipo. Trad. Flávo Ribeiro de Oliveira. São Paulo: Odysseus, 2012.
- SÓFOCLES. Édipo Rei. Trad. Márcio Mauá Chaves. São Paulo: Hedra, 2018.
- SÓFOCLES. Édipo rei. Trad. Donaldo Schüler. Rio de Janeiro: Lamparina, 2004
- SÓFOCLES. Édipo rei. Trad. Domingos Paschoal Cegalla. Rio de Janeiro: DIFEL, 2001
- SÓFOCLES. A trilogia tebana. Trad. Mário da Gama Kury. Rio de Janeiro: Jorge Zahar Editor, 1989.
- SÓFOCLES. Édipo rei. In: Teatro Grego. Trad. J. B. Mello e Souza. São Paulo, Rio de Janeiro, Porto Alegre: W. M. Jackson, 1950.
- SÓFOCLES. Édipo rei. In: Teatro Grego. Trad. Jaime Bruna. São Paulo: Cultrix, 1964.